# Liste der Monuments historiques in Estissac
Die Liste der Monuments historiques in Estissac führt die Monuments historiques in der französischen Gemeinde Estissac auf.

## Liste der Immobilien
| Bezeichnung     | Beschreibung                     | Standort                                 | Kennzeichnung | Schutzstatus | Datum | Bild           |
| --------------- | -------------------------------- | ---------------------------------------- | ------------- | ------------ | ----- | -------------- |
| Markthalle      | Ende des 17. Jahrhunderts erbaut | Estissac, place de la Halle (Lage)       | PA00078321    | Inscrit      | 1990  | weitere Bilder |
| Kapelle St-Loup | ab dem 12. Jahrhundert           | Thuisy, 21A rue Caroujat Borgniat (Lage) | PA00078109    | Classé       | 1986  | weitere Bilder |

## Liste der Objekte
| Bezeichnung                                       | Beschreibung | Standort                                   | Kennzeichnung | Schutzstatus | Datum | Bild |
| ------------------------------------------------- | --- | ------------------------------------------ | ------------- | ------------ | ----- | ---- |
| Hauptaltar                                        | Retabel; Holz, farbig gefasst und vergoldet, 18. Jahrhundert, zugehörig PM10004011                               | Thuisy, in der Kapelle St-Loup (Lage)      | PM10004010    | Inscrit      | 1978  |      |
| Gemälde Der heilige Lupus und Attila              | Ölfarbe auf Leinwand, 1859                                                                                       | Thuisy, in der Kapelle St-Loup (Lage)      | PM10004011    | Inscrit      | 1978  |      |
| Gemälde Heiliger Ludwig                           | Ölfarbe auf Leinwand, 19. Jahrhundert                                                                            | Estissac, in der Kirche St-Liébault (Lage) | PM10004067    | Inscrit      | 1974  |      |
| Kreuzigungsfenster                                | aus dem 16. Jahrhundert                                                                                          | Thuisy, in der Kapelle St-Loup (Lage)      | PM10000804    | Classé       | 1986  |      |
| Relief Entschlafung Mariens                       | Kalkstein, farbig gefasst, 16. Jahrhundert; aus der Kapelle St-Loup in Thuisy                                    | Estissac, in der Kirche St-Liébault (Lage) | PM10000799    | Classé       | 1908  |      |
| Skulptur Der heilige Lupus unterwirft den Drachen | Kalkstein, 16. Jahrhundert; aus der Kapelle St-Loup in Thuisy                                                    | Estissac, in der Kirche St-Liébault (Lage) | PM10000800    | Classé       | 1913  |      |
| Hauptaltar                                        | Marmor, erste Hälfte des 18. Jahrhunderts; aus der Kirche St-Étienne in Troyes, nach 1789 nach Estissac verkauft | Estissac, in der Kirche St-Liébault (Lage) | PM10000802    | Classé       | 1913  |      |
| Gemälde Mariä Verkündigung                        | Ölfarbe auf Leinwand, 19. Jahrhundert                                                                            | Estissac, in der Kirche St-Liébault (Lage) | PM10004066    | Inscrit      | 1974  |      |
| Gemälde Heiliger Leodowald                        | Ölfarbe auf Leinwand, 1848 von Henri Valton                                                                      | Estissac, in der Kirche St-Liébault (Lage) | PM10004065    | Inscrit      | 1974  |      |
| Prozessionskreuz                                  | Eichenholz, Kupfer, versilbert und vergoldet, Ende des 15. Jahrhunderts                                          | Estissac, in der Kirche St-Liébault (Lage) | PM10000798    | Classé       | 1908  |      |
| Skulptur Unterweisung Mariens                     | Kalkstein, farbig gefasst, versilbert und vergoldet, erste Hälfte des 16. Jahrhunderts                           | Estissac, in der Kirche St-Liébault (Lage) | PM10000801    | Classé       | 1913  |      |
| Tabernakel                                        | Holz, farbig gefasst und vergoldet, erste Hälfte des 18. Jahrhunderts                                            | Estissac, in der Kirche St-Liébault (Lage) | PM10000803    | Classé       | 1975  |      |